# Montesclado
Montesclado es una localidad perteneciente al municipio de Farrera, en la provincia de Lérida, comunidad autónoma de Cataluña, España. En 2019 contaba con 40 habitantes.

## Historia
A mediados del siglo XIX, el lugar, por entonces con ayuntamiento propio, tenía contabilizada una población de 40 habitantes. Aparece descrito en el decimoprimer volumen del Diccionario geográfico-estadístico-histórico de España y sus posesiones de Ultramar de Pascual Madoz de la siguiente manera:

MONTESCLADO: l. con ayunt. en la prov. de Lérida (30 hor.) part. jud. de Sort (4), aud. terr. y c. g. de Barcelona (50) dióc. de Seo de Urgel (10) sit. en la cumbre de un montecito rodeado de otros mas elevados por la parte del S.: el clima es frio, y reinan los vientos del N. padeciéndose reumas agudos y crónicos é inflamaciones. Forma la pobl. 10 casas una fuente é igl. parr. (San Esteban) que abraza el anejo de Glorieta V. dependiente tambien en lo civil de este pueblo: el curato es de entrada, y lo sirve un cura párroco. Confina el térm. por el N. Tirvia; E. Burech; S. Mallolis, y Llaborsi; 1/4 de hora por el tercer punto y 1/2 por los demas: en él hay algunas fuentes naturales. El terreno es montuoso y todo pedregoso, con un monte denominado San Andres poblado de pinos y arbustos: los caminos son vecinales ademas de uno que dirige al interior de la prov.: recibe la correspondencia por espreso desde Llaborsí: prod. poco trigo, centeno, patatas, fajol, legumbres, hortalizas y yerbas de pasto; cria ganado cabrio y vacuno, y caza de perdices y liebres. pobl.: 12 vec., 40 alm. riqueza imp. 24,000 rs. contr. el 14'48 por 100 de esta riqueza.
(Madoz, 1848, p. 555)